# Vnetni sindrom imunske obnove
Vnetni sindrom imunske obnove (VSIO, angl. Immune reconstitution inflammatory syndrome, okr. IRIS) ali samo sindrom imunske obnove je stanje, ki se pojavi pri nekaterih bolnikih, okuženih z virusom HIV ali ki imajo imunski sistem oslabljen zaradi drugih vzrokov, ko pride do obnove delovanja imunskega sistema in tako ojačan imunski sistem odreagira na že predhodno prisotno priložnostno (oportunistično) okužbo z močnim vnetnim odzivom. Paradoksalno se simptomi okužbe zato poslabšajo.  VSIO se najpogosteje pojavlja pri tuberkulozi.

## Mehanizem
Zaradi zaviranja limfocitov T podskupine CD4, ki ga povzroči virus HIV ali uporaba imunosupresivnih zdravil, se telo slabše odziva na določene okužbe. Ne le da se tako oslabljen imunski sistem teže bori z okužbo, marveč se lahko zgodi, da kljub priložnostni okužbi sploh ne pride do izbruha simptomov in okužba poteka subklinično. Če nato število celic CD4 naraste, na primer zaradi uspešnega zdravljenja okužbe s HIV-om ali prekinitve zdravljenja z imunosupresivnimi zdravili, se naenkrat pojavi močan vnetni odziv, ki se kaže v nespecifičnih simptomih, kot je vročina. V nekaterih primerih pride do poslabšanja poškodb prizadetega tkiva.

## VSIO in protiretrovirusno zdravljenje
Podatki kažejo, da se po uvedbi protiretrovirusnega zdravljenja pri bolnikih z okužbo z virusom HIV VSIO pojavi običajno po 4 do 8 tednih, lahko pa tudi kasneje. Po imunski obnovi lahko pride do vnetnega odziva zaradi številnih povzročiteljev bolezni (mikobakterije, glivice, virusi, bakterije). Znani so tudi primeri poslabšanja določenih rak rakavih obolenjih, na primer Kaposijevega sarkoma, ter avtoimunske reakcije. Epidemiološki podatki se zelo razlikujejo; odvisni so zlasti od pojavnosti in vrste okužb, ki je pri bolniku prisotna še pred uvedbo protiretrovirusnega zdravljenja. Simptomi vnetnega sindroma imunske obnove so lahko blagi do hudi, vendar kaže, da ne vplivajo na preživetje bolnika, razen pri VSIO, ki je povezan s kriptokoknim meningitisom.